# Ghmate
Ghmate  (in arabo اغمات‎?) è un centro abitato e comune rurale del Marocco situato nella provincia di Al Haouz, regione di Marrakech-Safi. Conta una popolazione di 25 220 abitanti (censimento 2014).